# Орлінз (Індіана)
Орлінз (англ. Orleans) — місто (англ. town) в США, в окрузі Орандж штату Індіана. Населення — 2108 осіб (2020).

## Географія
Орлінз розташований за координатами 38°39′40″ пн. ш. 86°27′6″ зх. д. / 38.66111° пн. ш. 86.45167° зх. д. (38.661083, -86.451707).  За даними Бюро перепису населення США в 2010 році місто мало площу 4,43 км², з яких 4,43 км² — суходіл та 0,00 км² — водойми.

## Демографія
Згідно з переписом 2010 року, у місті мешкали 2142 особи в 904 домогосподарствах у складі 581 родини. Густота населення становила 484 особи/км².  Було 1000 помешкань (226/км²).
Расовий склад населення:
| - 98,6 % — білих - 0,4 % — азіатів - 0,3 % — корінних американців - 0,1 % — чорних або афроамериканців |

До двох чи більше рас належало 0,7 %. Частка іспаномовних становила 0,6 % від усіх жителів.
За віковим діапазоном населення розподілялося таким чином: 24,5 % — особи молодші 18 років, 57,7 % — особи у віці 18—64 років, 17,8 % — особи у віці 65 років та старші. Медіана віку мешканця становила 40,3 року. На 100 осіб жіночої статі у місті припадало 89,4 чоловіків;  на 100 жінок у віці від 18 років та старших — 85,3 чоловіків також старших 18 років.
Середній дохід на одне домашнє господарство  становив 43 569 доларів США (медіана — 33 051), а середній дохід на одну сім'ю — 52 059 доларів (медіана — 42 361). Медіана доходів становила 35 179 доларів для чоловіків та 27 396 доларів для жінок. За межею бідності перебувало 24,4 % осіб, у тому числі 46,2 % дітей у віці до 18 років та 6,9 % осіб у віці 65 років та старших.
Цивільне працевлаштоване населення становило 931 осіб. Основні галузі зайнятості: виробництво — 20,9 %, освіта, охорона здоров'я та соціальна допомога — 19,4 %, роздрібна торгівля — 10,4 %, транспорт — 10,1 %.